# Maserati Tipo 26 R
La Tipo 26 R è una autovettura biposto da competizione costruita dalla Maserati nel 1928 che ha debuttato nelle corse il 10 giugno 1928 al Reale Premio di Roma.

## Il contesto
I regolamenti della Formula Grand Prix del 1928, che ebbero una vita breve, ammettevano vetture con peso a secco compreso tra i 550 ed i 750 kg indipendentemente dalla cilindrata del motore.
Alfieri Maserati riprese quindi il monoblocco da 2000 cm³ di cilindrata della Tipo 26 B, installando bielle più piccole dotate di cuscinetti a rullo (da cui la sigla “R” nel nome).
Leggenda vuole che l'idea venne dopo che Bartolomeo Costantini parcheggiò per la notte la propria Bugatti Tipo 35 agli stabilimenti Maserati; Alfieri accompagnò il possessore della vettura per i bar di Bologna dando l'occasione al fratello Ernesto di esaminarne il motore.
La Tipo 26 R era fornita di un telaio stretto con passo corto. Furono sperimentate due carrozzerie, una tronca tipo Kamm ed una affusolata. Il peso era equamente ripartito tra l'avantreno ed il retrotreno, rispettivamente con 380 e 340 kg. Il peso del motore era di 178 kg, mentre quello del cambio era di 46 kg.
Ne furono realizzati solamente due esemplari, una come vettura sperimentale ed una seconda destinata al conte Aymo Maggi. Dopo il debutto con Ernesto Maserati alla guida a Roma, con gara terminata con un ritiro e la vettura peraltro iscritta ancora con la sigla "Tipo B", tutte e due parteciparono al Gran Premio d'Italia nel settembre del 1928, posizionandosi al quinto ed al sesto posto.

## Caratteristiche tecniche
L'accensione era singola con magnete tipo Bosch. L'alimentazione era forzata con due compressori tipo Roots e un carburatore Memini Super (dal 1929 di marca Weber) a monte del compressore stesso.
Il motore era a otto cilindri in linea ed aveva una cilindrata di 1690,7 cm³. L'alesaggio e la corsa erano rispettivamente di 62 e 70 mm. Il rapporto di compressione era di 5,5:1.
La distribuzione era a due valvole per cilindro disposte a 90° con doppio albero a camme in testa. L'impianto di raffreddamento era a circolazione d’acqua con pompa centrifuga, mentre la lubrificazione era forzata con pompe di mandata e recupero.
Questo motore erogava una potenza di 140 CV a 6500 giri al minuto.
La carrozzeria era biposto in alluminio. Il telaio era formato da due longheroni con traverse in profilati d'acciaio. Le sospensioni erano a balestra con ammortizzatori a frizione. La trasmissione aveva un cambio a tre rapporti più la retromarcia. I freni erano a tamburo sulle ruote a comando meccanico. Lo sterzo era a vite senza fine.
La Tipo 26 R raggiungeva la velocità massima di 200 km/h.